# Lake Toorah
Der Lake Toorah ist ein See im Norden des australischen Bundesstaates Tasmanien.
Der See liegt im Nordostteil des Walls-of-Jerusalem-Nationalparks. In ihm entsteht der Little River.